# Møgelkær Fængsel
Møgelkær Fængsel, tidligere kaldet Statsfængslet Møgelkær er et af Kriminalforsorgens åbne fængsler, beliggende på Møgelkær i Juelsminde. Møgelkær var tidligere en herregård, så arbejdslejr for unge arbejdsløse, og fra 1945 til 1973 blev stedet brugt som ungdomsfængsel. I tidernes morgen fungerede som et åbent fængsel, som også rummede en halvåben afdeling. Af særlige afdelinger var der en afdeling for kvinder, en blandet afdeling for kvinder og mænd og behandlingsafdelinger for narko- og alkoholmisbrugere. Fængselsinspektør var Carl Johan Bjørnsholm.
Statsfængslet Møgelkær havde 176 pladser. Heraf var de 30 i den halvåbne afdeling og 28 i behandlingsafdelingen. Møgelkær modtog især fængselsdømte fra Østjylland og Storkøbenhavn samt kvindelige afsonere med bopæl i Jylland. Fra 2019 er det blevet uddannelsescenter for Kriminalforsorgens personale.

## Historie
Møgelkærs historie går helt tilbage til 1400-tallet, og stedet har som herregård været i mange slægters eje. Den nuværende hovedbygning er opført i 1861.
- 1939 – Staten køber Møgelkær og udstykker en del af jorden, så arealet er på 126 hektar.
- 1941 – Møgelkær anvendes af Arbejdsministeriet – først som statsungdomslejr og senere som beskæftigelseslejr for langvarigt arbejdsløse.
- 1945 – Fængselsvæsnet tager Møgelkær i brug. I den første tid anvendes anstalten som varetægtsfængsel for landsforrædere men overgår ret hurtigt til straffelejr for de yngste af de domfældte med plads til 400-500 indsatte.
- 1948 – Møgelkær benyttes som statsfængsel for unge tidligere straffede fængselsdømte.
- 1954 – Møgelkær tages i brug som åbent ungdomsfængsel med et blandet klientel af ungdomsfanger og førstegangsstraffede statsfængselsfanger. Den daværende kapacitet var på ca. 100 indsatte.
- 1958 – Møgelkær overgår til at være et rent ungdomsfængsel med plads til 92 indsatte.
- 1969 – Som følge af et dalende antal domfældelser til ungdomsfængslerne får Møgelkær nu også hæfteafsonere. Den daværende kapacitet var på 133 indsatte.
- 1973 – Sanktionen ungdomsfængsel afskaffes, og Møgelkær får status af statsfængsel med et blandet klientel af fængselsdømte og hæfteafsonere. Den daværende kapacitet var på 150 indsatte.
- 1996 – Hæfteafdelingen nedlægges og Møgelkær bliver rent statsfængsel med plads til 126 fængselsafsonere.
- 1998 – Møgelkær får landets første halvåbne afdeling med 30 pladser. Afdelingen er fortrinsvis forbeholdt "svage" indsatte.
- 2000 – Kvindefængselsafdelingen Amstrup nedlægges, og kvinderne overflyttes til Møgelkær, hvor der indrettes en særskilt kvindeafdeling samt nogle blandede afdelinger. Også den halvåbne afdeling kan herefter modtage både mænd og kvinder.
- 2003 – Der oprettes 50 midlertidige pladser i en tidligere flygtningelandsby, der flyttes til Møgelkær. I slutningen af året bliver pladserne gjort permanente, så den samlede kapacitet nu er oppe på 176 pladser.
- 2005 – Møgelkær udvider med 10 midlertidige pladser i en opstillet barak. Planlægning af nyt kirkebyggeri startes.
- 2006 – Der etableres behandlingsafdeling på 28 pladser fordelt på alkohol- og narkobehandling.
- 2007 – Den 16. december blev Møgelkærs kirke og kulturhus indviet. Der søsættes et projekt, hvor Møgelkær i samarbejde med erhvervsskoler i området arbejder målrettet på at opkvalificere de indsattes kompetencer.
- 2018 — Fængslet lukker grundet manglende betjente. [1]
- 2021 — Fængslet genåbnes[2]